# Irreguläre Truppe
Irreguläre Truppen sind bewaffnete Kräfte, die nicht von staatlichen Institutionen geleitet werden und daher unabhängig von der Staatsmacht agieren. Sie sind damit das Gegenteil einer regulären Armee.
Oft sind diese weniger hierarchisch strukturiert und weniger gut ausgerüstet als „reguläre Truppen“. Die Mitglieder der irregulären Truppen können unter gewissen Bedingungen als Kombattanten gelten und damit durch die dritte Genfer Konvention geschützt sein.

## Beispiele
- bewaffnete Kräfte eines Warlords
- Guerilla
- Partisanen
- Rugaruga als Hilfsverbände des Kolonialmilitärs in Ostafrika
- Saddam-Fedajin (im Irak)
- Francs-tireurs (im Deutsch-Französischen Krieg)
- Freischaren (oder Freikorps; Italien unter Garibaldi, Deutschland in den Anti-Napoleonischen Befreiungskriegen und der Weimarer Republik)
- Pindari (im Indien des 18. und 19. Jahrhunderts)
- Jayhawkers auf Unionsseite, Bushwhackers i. d. R. auf Konföderationsseite im Amerikanischen Bürgerkrieg